# Costel Cășuneanu
Costel Cășuneanu (n. 9 august 1959, Oituz, județul Bacău) este un om de afaceri român.
Deține compania PA&CO International care se ocupă cu construcții, exploatarea lemnului, transport și servicii conexe.
Este numit în presa din România „Regele asfaltului”, datorită multelor contracte încheiate cu statul pentru reabilitarea unor drumuri.
În aprilie 2010, averea lui Cășuneanu era evaluată la aproape 250 de milioane de euro.

## Studii
- Facultatea de Drept din cadrul Universității București (1996)
- Cursuri postuniversitare în Drept penal (2004)
- Doctor în Științe Juridice având ca temă de doctorat "Răspunderea penală a persoanelor juridice" (2007)

## Activitate profesională
- A pornit în afaceri cu activități de transport în anul 1990
- În 1996 a construit prima fabrică cu capital privat integral românesc – fabrica de parchet triplustratificat de la Onești, jud. Bacău
- A urmat deschiderea unei fabrici de uși și ferestre în Rădeana, lângă Onești și dezvoltarea pe o nouă direcție: construcțiile civile și industriale.
- A înființat societatea ICO GHMB cu sediul la Nettetal, în Germania

## Premii
- Premiul "Dr. Ștefan Ciobanu" pentru implicarea socială și activitatea caritabilă a familiei Cășuneanu (sponsorizări și donații pentru sinistrați, școli, grădinițe și biserici) oferit de Fundația de Sprijin Comunitar Româno-Britanică
- A primit Titlul de Senior Honoris Causa oferit de Forumul Președinției de Patronate din România
- Recompensat cu Ordinul "Industria", oferit de UGIR
- Peste 70 de clasări pe primele locuri la diferite secțiuni în edițiile Topului Firmelor, organizat de Camera de Comerț, Industrie și Agricultură Bacău
- Locul II secțiunea transporturi (1998, 1999)
- Locul III secțiunea exportatori direcți (1999)
- Locul I secțiunea căi de comunicații terestre (2002)
- Locul I secțiunea construirea de autostrăzi, drumuri și baze sportive (2004)
- Locul I în Topul IMM-urilor (2002)

## Afilieri
- Membru UGIR
- Membru al Uniunii Naționale a Transportorilor din România
- Membru al Federației Naționale Bacău
- Membru al Asociatiei Transportorilor Bacău
- Membru al Asociației Exportatorilor Bacău
- Membru al Colegiului de Conducere al Camerei de Comerț Bacău
- Membru al Uniunii Colegiilor Consilierilor Juridici din România

## Controverse
A fost judecat într-un dosar de corupție, împreună cu senatorul Cătălin Voicu, judecătorul Florin Costiniu și omul de afaceri Marius Locic.
Pe 1 iunie 2012, Cășuneanu a fost condamnat la patru ani de închisoare cu suspendare.
A obținut 4000 Euro compensație de la Curtea Europeană a Drepturilor Omului pentru încălcarea dreptului la protecția datelor personale și pentru condiții improprii de detenție.
În iulie 2014, Costel Cășuneanu a fost trimis în judecată de DNA de dare de mită.
Pe 3 noiembrie 2017 Curtea de Apel Târgu Mureș l-a achitat definitiv pe Costel Cășuneanu în acest dosar.